# Mexican Bill
Mexican Bill è un cortometraggio muto del 1909. Il nome del regista non viene riportato nei credit del film.

## Trama
Inez, la figlia del maggiore Kingston, prende le difese di un indiano che viene battuto da Bill, il messicano. Bill scopre che la ragazza ha una relazione con Yorel e, per vendicarsi, si reca dal maggiore per denunciarli. Così, quando Inez torna a casa accompagnata da Yorel, Kingston intima all'uomo di andarsene e di non tornare più a casa sua. Lui gli obbedisce ma poi rivolta il cavallo e torna indietro perché vuole parlare ancora una volta con il maggiore. Bill, che lo vede, spara dalla finestra nella stanza, colpendo Kingston. Poi, a cavallo, corre per il ranch urlando che Yorel ha sparato al maggiore. L'indiano, che è stato testimone del fatto, cerca di ristabilire la verità, ma viene aggredito da Bill che lo imbavaglia e lo lega. Inez salva il poveretto e, insieme a lui, riesce a liberare Yorel che era stato catturato. Il gruppetto ritrova Bill che viene portato al cospetto di Kingston, il quale conferma l'innocenza di Yorel.

## Produzione
Il film fu prodotto dalla Lubin Manufacturing Company.

## Distribuzione
Distribuito dalla Lubin Manufacturing Company, il film - un cortometraggio della lunghezza di 198 metri - uscì nelle sale cinematografiche statunitensi il 22 luglio 1909. Nelle proiezioni, veniva programmato con il sistema dello split reel, accorpato in un'unica bobina con un altro cortometraggio prodotto dalla Lubin, la commedia Hiring a Girl.